# 대한민국 남수단 재건지원단
대한민국 남수단 재건지원단(大韓民國 南蘇丹 再建支援團, 영어:  Republic of Korea South Sudanese Reconstruction Assistance Force - UNMISS, 상징명칭 : 한빛부대(한빛部隊, 영어: Hanbit Unit))은 2011년 7월 9일에 종교, 인종, 문화갈등의 내전으로 수단으로 독립된 남수단의 평화 및 안보 공고화를 위하여 파병된 대한민국의 유엔 평화유지군 부대이다. 
한빛부대는 대한민국의 유엔 평화유지군으로서 소말리아, 앙골라와 동티모르의 상록수 부대, 서사하라의 선거 감시단과 국군 의료지원단, 레바논의 동명 부대와 아이티의 단비 부대를 다음으로 일곱 번째로 파병된 부대이다.

## 파병 배경 및 경과
남수단은 수단과 인종·종교문제로 오랜 내전을 딛고 2011년 7월 9일 수단으로부터 분립 독립하여 UN회원국 193개국 중 193번째로 가입한 신생독립국이다. 남수단의 평화건설을 지원하고 신생국가로서 국제사회가 요망하는 형태로 발전하기 위한 환경을 조성하기 위해 UN 안보리 결의안 1996호('11. 7. 8.)에 유엔 남수단 임무단(UNMISS: United Nations Mission in South Sudan)이 설치되었다. 같은 해 7월 26일 반기문 유엔 사무총장의 파병 요청에 따라 대한민국 정부는 2012년 9월 27일 국회 본회의에서 '국군부대의 국제연합 남수단 임무단 파견 동의안'을 최종 의결하고 2013년 1월 7일 280여명 규모의 남수단 재건지원단(한빛부대: Hanbit Unit)을 정식 창설하였다. 1956년, 수단이 독립한 후에도 북부와 남부는 내전을 두 차례를 치렀다. 더이상을 피해를 막기 위해 남부가 수단에서 분리되어 독립국가인 남수단 탄생되었다. 국제 연합은 남수단의 평화와 안보 및 개발여건 지원을 위해 유엔 남수단 임무단(UNMISS)을 창설하였다. 2011년, 반기문 UN사무총장이 대한민국 정부에 파병을 요청하였고, 정부는 2012년 9월 27일에 부대 파견 동의안을 통과시켜 2013년 1월 한빛부대를 창설했다.

## 부대의 구성
- 남수단 한빛부대의 임무는 오랜 내전으로 낙후된 남수단의 조기안정과 평화건설을 위해 재건지원과 대민의료지원, 인도주의적 활동을 통한 민군작전을 수행하는 것이다.

280여명의 한빛부대는 그중 3/4이 공병과 의료부대원들이고, 이들을 보호하는 경비병력은 1/4인 70여명이다.
2012년 1진 때는 경비병력으로 특공여단의 병사들을 보냈으나, 2진부터는 특전사 대원들을 보냈다.

## 한빛부대의 임무
- 부대명칭: '한빛'은 순우리말로 “세상을 이끄는 환한 큰 빛”이라는 뜻으로 “남수단 국민들에게 희망과 용기를 주는 밝은 빛” 이 되라는 의미를 담고 있다.

한빛부대는 두 차례의 내전으로 폐허가 된 남수단의 재건지원과 의료지원 활동으로 남수단 안정화 지원 활동을 실행하고 있다.
- 부대상징: 부대상징은 푸른 바탕에 태극문양과 망고로 구성되어 있다. 푸른 바탕은 남수단의 푸른 미래로 평화와 희망을 상징하고, 가운데 태극문양은 남수단을 지원하는 대한민국을 의미한다. 망고는 대한민국의 재건지원을 통한 남수단의 희망과 번영을 의미한다.
- 부대가: 부대가는 2014년 4월 한빛부대 3진 공보과장 박진완 소령이 직접 작곡/작사해 만들어졌으며, 레바논 동명부대에 이어서 두 번째 해외파병 부대가로 제정, 사용되고 있다.
- 부대구호: 부대구호는 '남수단의 태양처럼! 뜨거운 열정으로!'이다.

부대깃발
부대휘장
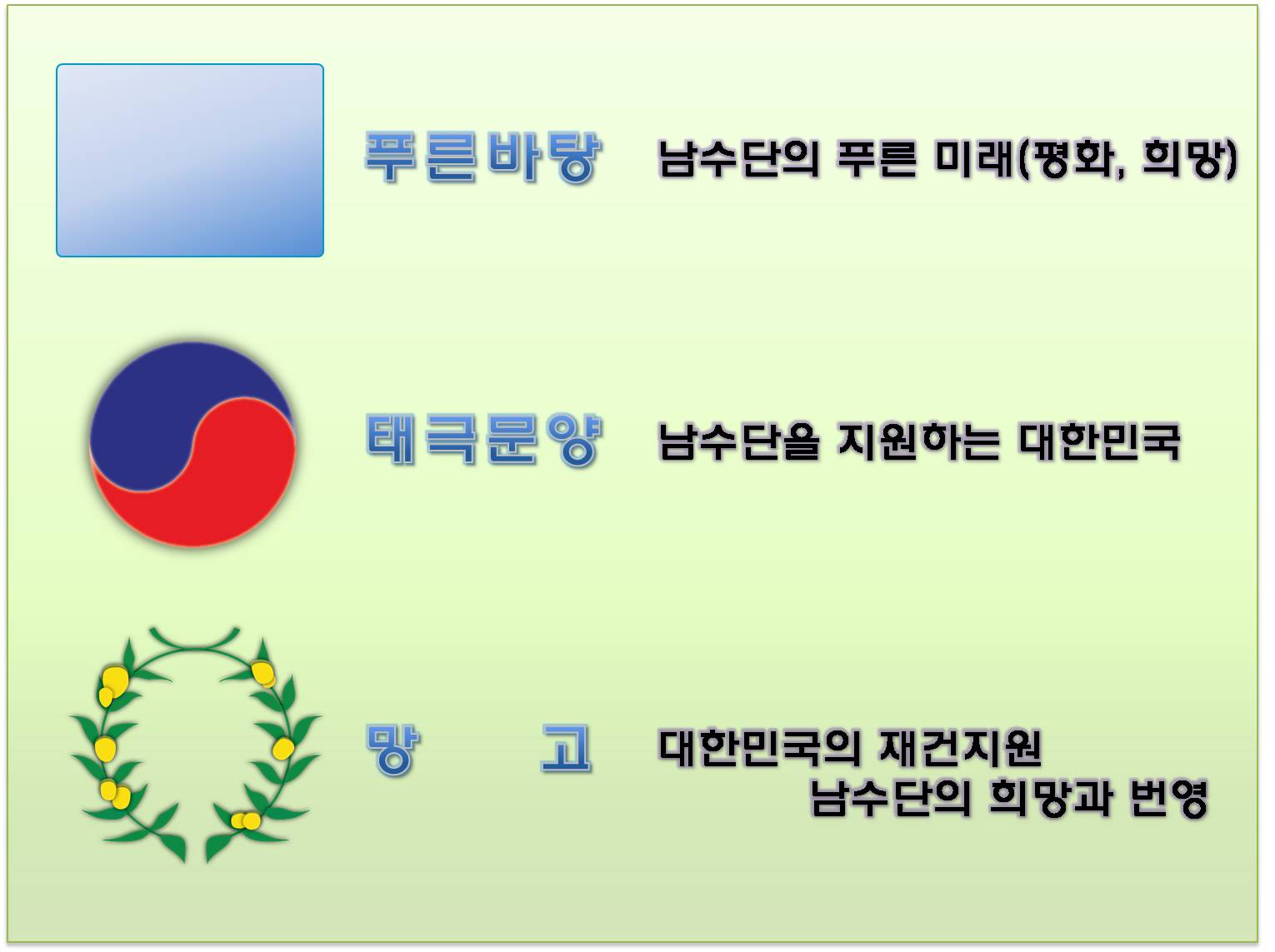
한빛부대의 상징 해설
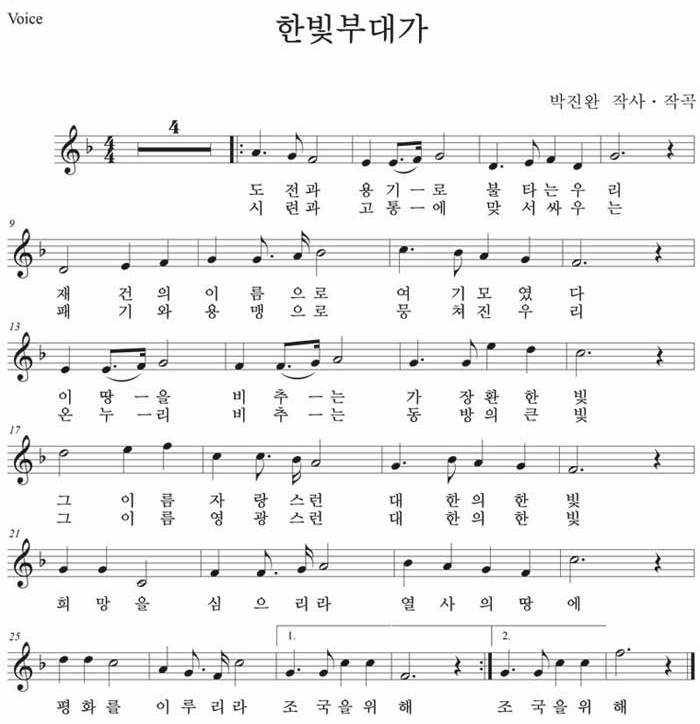
한빛부대가

## 한빛 부대의 성과
2013년 8월 15일, 한빛부대의 부대원들은 유엔평화유지군으로써 100일동안 성공적으로 임무를 수행해서 UN으로부터 UN메달을 수여받았다.

## 편성 및 조직
2013년 11월 28일 새벽에 남수단의 NGO 초록우산어린이재단 사무실에 AK소총으로 무장하고 침입한 무장강도단으로부터 거기서 근무하던 한인들이 목숨을 위협받고 있던 상황에서 긴급신고를 받은 한빛부대의 특전사 대원들이 즉각 출동하여 무장강도들을 제압하고 재외국민들을 무사히 구출해내기도 했다. 이를 통해 유엔 연락장교인 마이크 채드윅 호주군 대령으로부터 "구출작전의 정석을 보였으며 남수단임무단(UNMISS)의 성공적인 작전사례가 될 것이다.”라는 찬사를 받기도 했다.
- 한빛부대는 UNMISS(유엔 남수단 임무단) 예하의 파병국가 11개국 중의 하나로 중국, 일본, 방글라데시와 함께 남수단의 사회기반시설 재건지원 임무를 수행하는 '남수단 재건지원단'(HMEC: Horizontal Military Engineering Company) 공병부대로 편성되었다.
- 재건임무 및 책임지역 기반시설 공사와 건축물 시공을 전담하는 공병대를 주축으로 난민구호 및 의료지원, 그리고 정보통신·수송·정비·급양지원 및 경호 임무 등 전투근무를 지원하는 직할대로 편성되어있다.

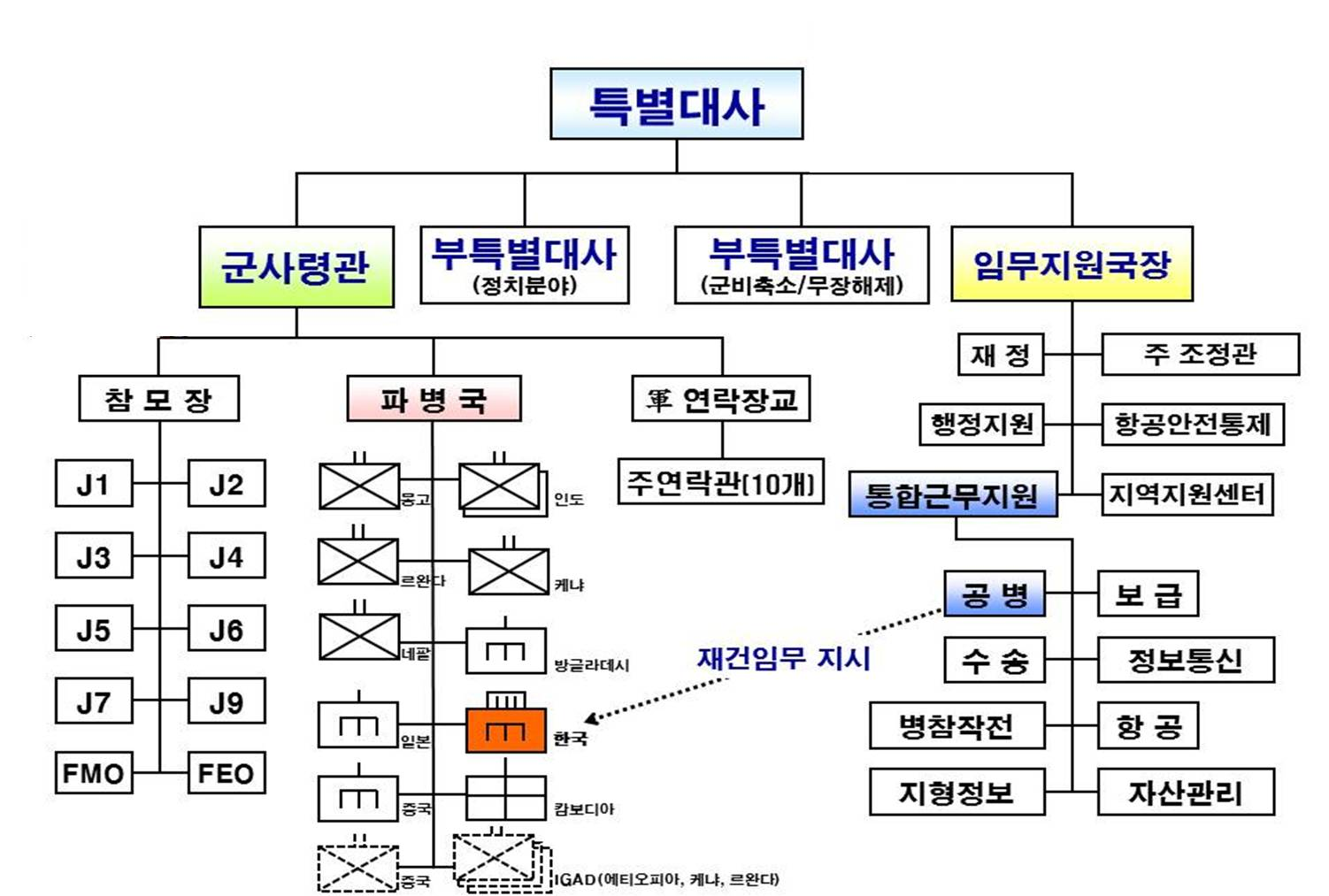
편성 및 조직
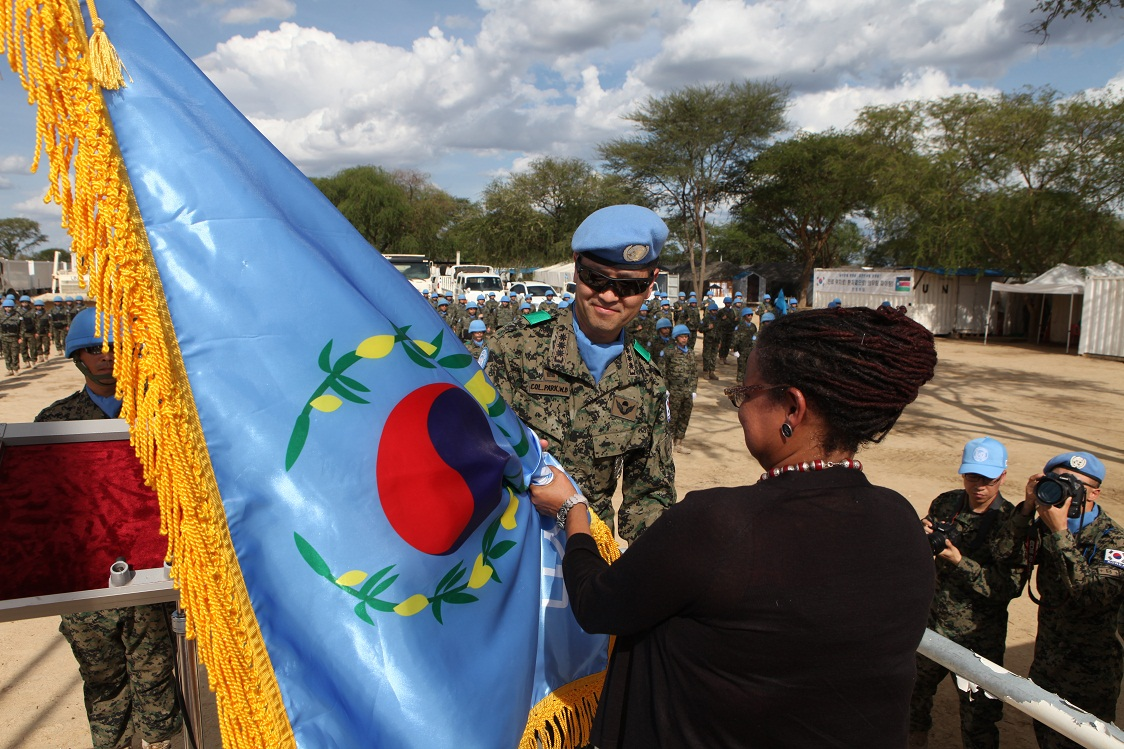
한빛부대 지휘권 교대식
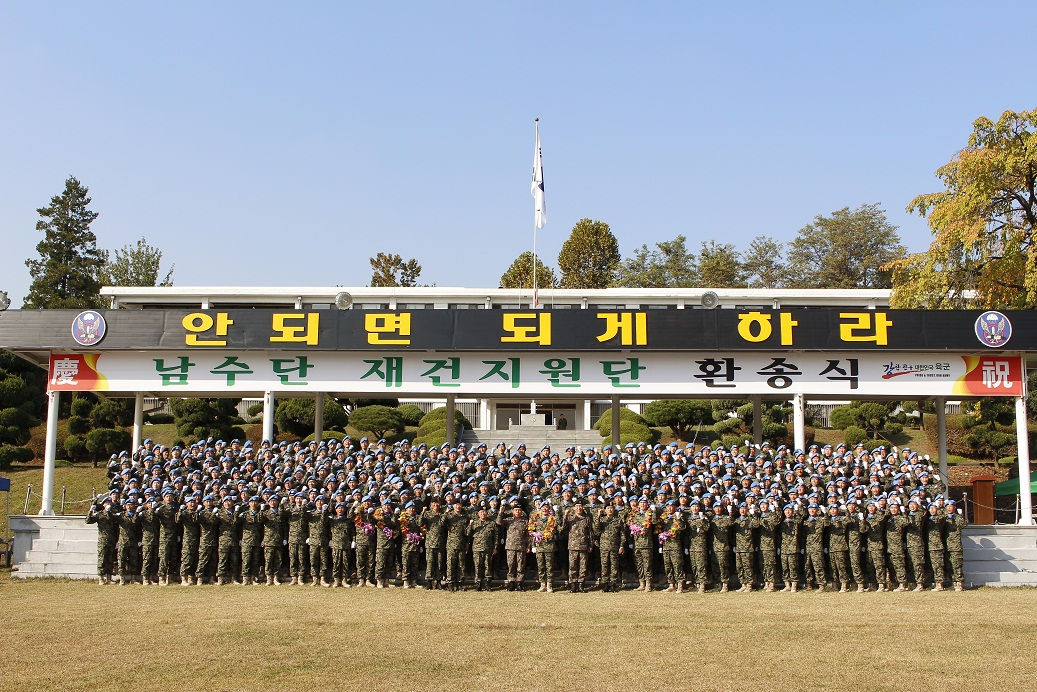
한빛부대 4진 환송식

## 파병성과
- 한빛부대는 20여 년 간의 내전을 딛고 수단으로부터 분리 독립한 남수단 정부의 조기안정과 재건지원을 목적으로 종글레이주 보르시에 위치한 유엔남수단임무단(UNMISS) 보르 기지에서 재건지원 임무와 다양한 형태의 인도적 지원활동을 펼치며 현지인들로부터 ‘신이 내린 축복’이라는 칭송을 받고 있다. 과거 국제사회의 도움으로 6·25전쟁의 상흔을 딛고 세계 10위권의 경제강국으로 성장한 대한민국이 도움을 필요로 하는 남수단에 국제사회 일원으로 적극 참여하며 남수단 국민들에게 '우리도 할 수 있다. 대한민국처럼 될 수 있다!'는 희망을 심어 주고 있다.
- UNMISS(United Nations Mission in South Sudan) 보르기지에서 재건지원 임무를 수행 중인 한빛부대는 보르공항 주기장 및 활주로 보수공사와 헬리패드 신설공사, 보르시내 주요 간선도로에 대한 긴급 복구공사를 완료하고, 현재는 남수단 정부의 숙원사업인 보르시와 수도 주바 간 194km 도로 중 보르~망겔라 125km 구간의 도로 보수공사(희망로 작전)를 진행 중이다. 주바에서 보르에 이어지는 유일한 교통로로 '14년 12월 공사가 완료될 예정이다. 도로 보수공사가 완료되면 지역 경제 활성화는 물론 현지 주민들의 생활여건과 삶의 질 향상에 크게 기여하게 돼 남수단의 새로운 '희망의 동맥' 역할을 하게 된다.

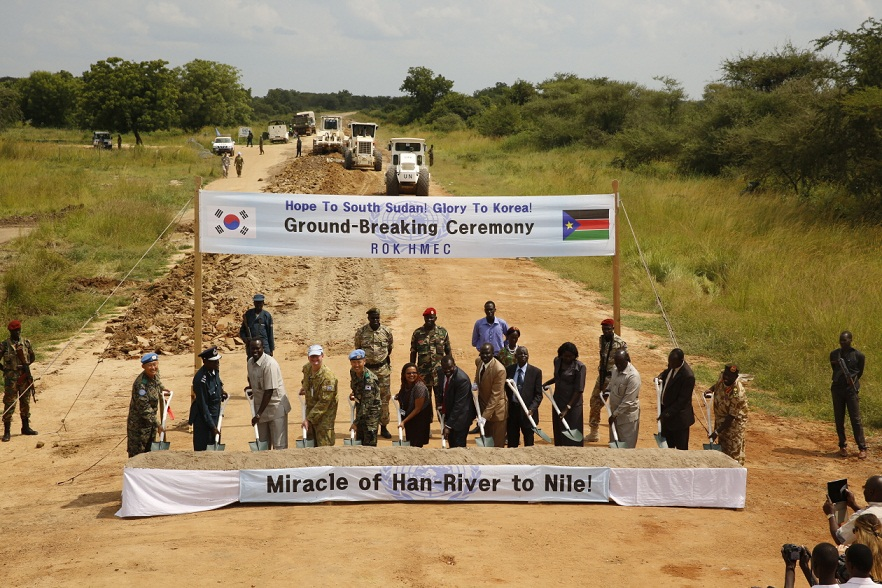
희망로 도로공사 기공식
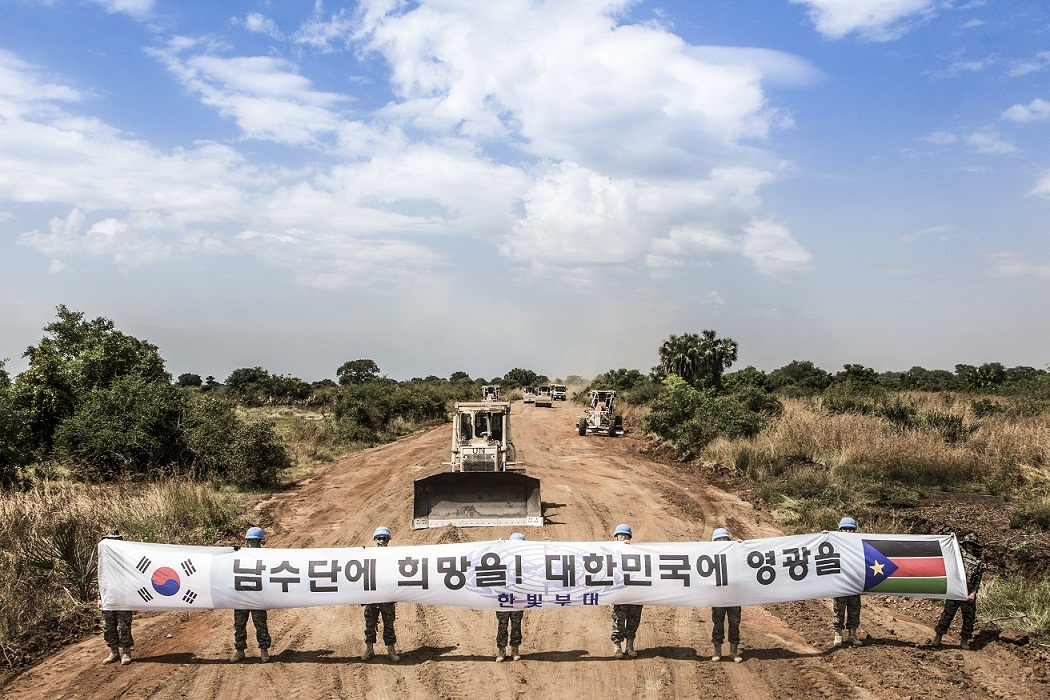
희망로 도로 보수공사

- 한빛부대는 나일강 상류의 집중호우로 수위가 상승해 보르시가 침수될 위기에 처하자 유실된 제방을 긴급 복구하여 20만 보르시민의 생명과 재산을 보호했다. 하지만 매년 우기(4월∼11월)가 되면 고질적인 범람으로 인해 보르시 대부분이 침수되는 현상을 반복하며 주민들의 생활은 피폐하게 되었다. 2014년 6월, 보르시의 요청에 따라 한빛부대는 백나일강 차수벽 공사를 시작했고 2개월 여 간의 공사 끝에 보르시 시민들에게 안정적인 주거환경 조성을 위한 새로운 삶의 터전을 마련해 주었다. 이를 계기로 니알(Nhial) 보르 시장이 한빛부대가 이룬 차수벽 공사 완공에 감사의 마음을 담은 자필 편지를 박근혜 대통령에게 전달해 해외파병부대의 귀감이 되기도 했다.

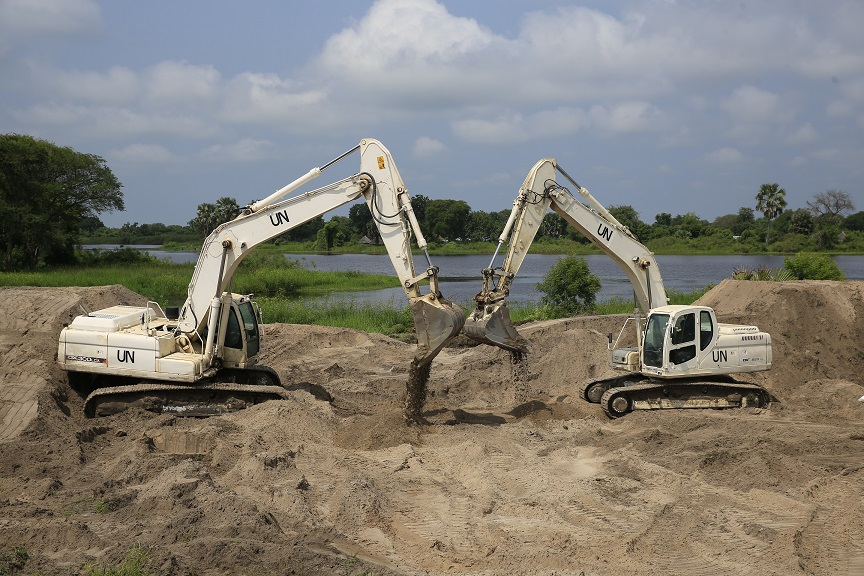
백나일강 차수벽 공사
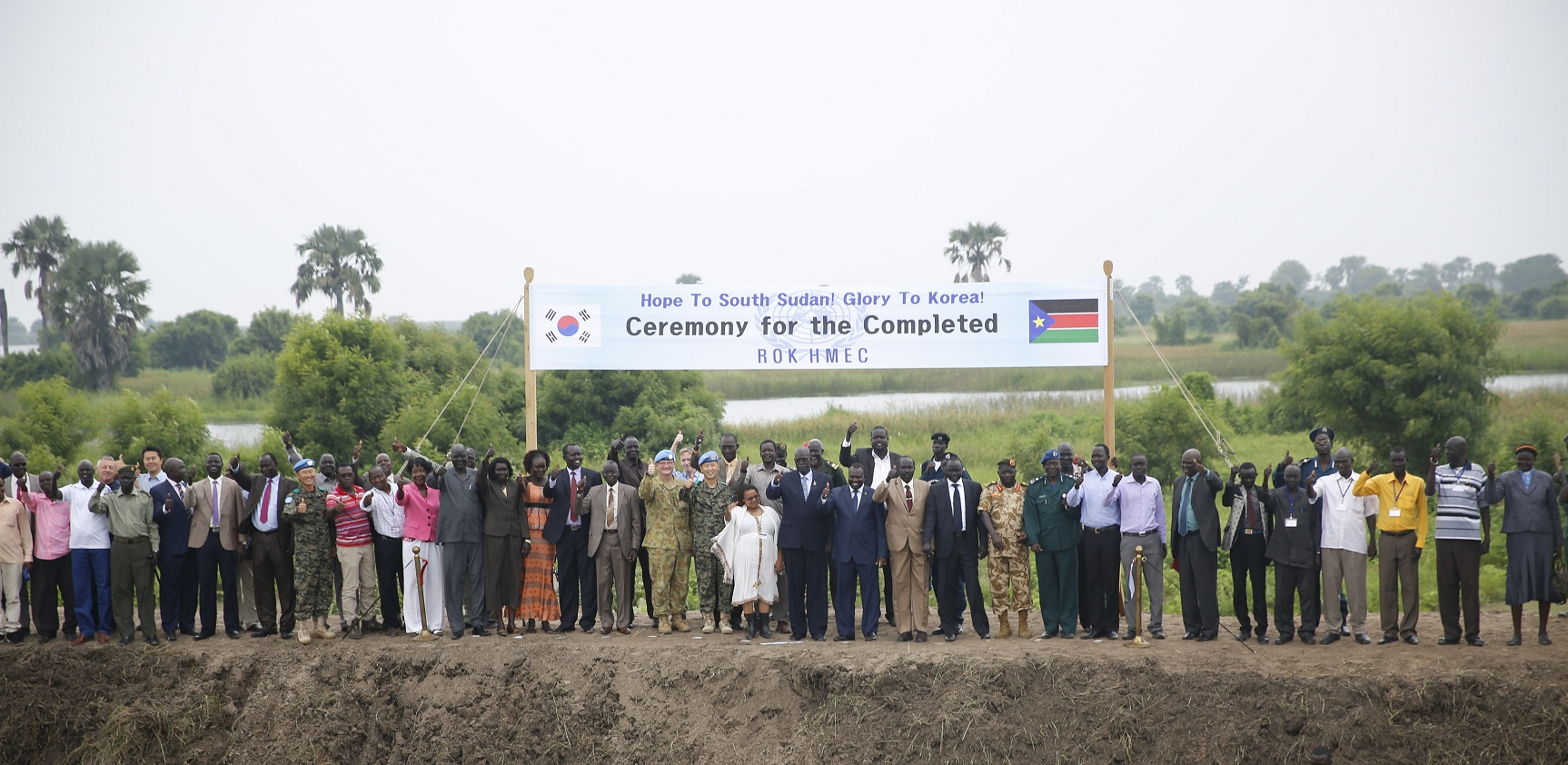
백나일강 차수벽 공사 준공

- 2013년 12월, 보르시에서 정부군과 반정부 간 대규모 교전으로 수많은 사상자와 난민이 발생하게 되자 한빛부대는 즉시 UNMISS 보르기지 내에 피난민보호소를 확장하고 화장실과 급수시설 설치, 쓰레기 수거, 오물 처리, 방역지원을 통해 전염병 예방활동을 펼쳤다. 이 밖에도 피난민보호소에 있던 남수단 거주 외국인 1,678명의 자국이송작전을 지원하고, WFP(세계식량계획) 식량창고에서 2회에 걸쳐 식량 65톤과 생필품 15톤을 수송하는 등 난민들의 식량부족 사태 방지를 지원했다. 한빛부대의 헌신적인 인도적 활동을 유엔은 '성공적인 난민보호 작전 사례'로 평가했으며, 남수단 국방부 장관(꼬올 마냥 주크)은 '한국군의 헌신적인 지원과 국민들의 생명 보호'에 감사를 전하기도 했다. 특히, 2014년 7월에는 보르기지 외곽에 보르 POC(난민보호소)를 새로 신설해 난민들을 안정적으로 유지하는데 결정적인 역할을 해오고 있다.

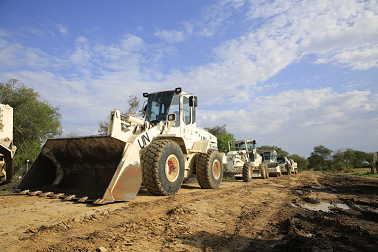
보르 난민보호소 신설 공사
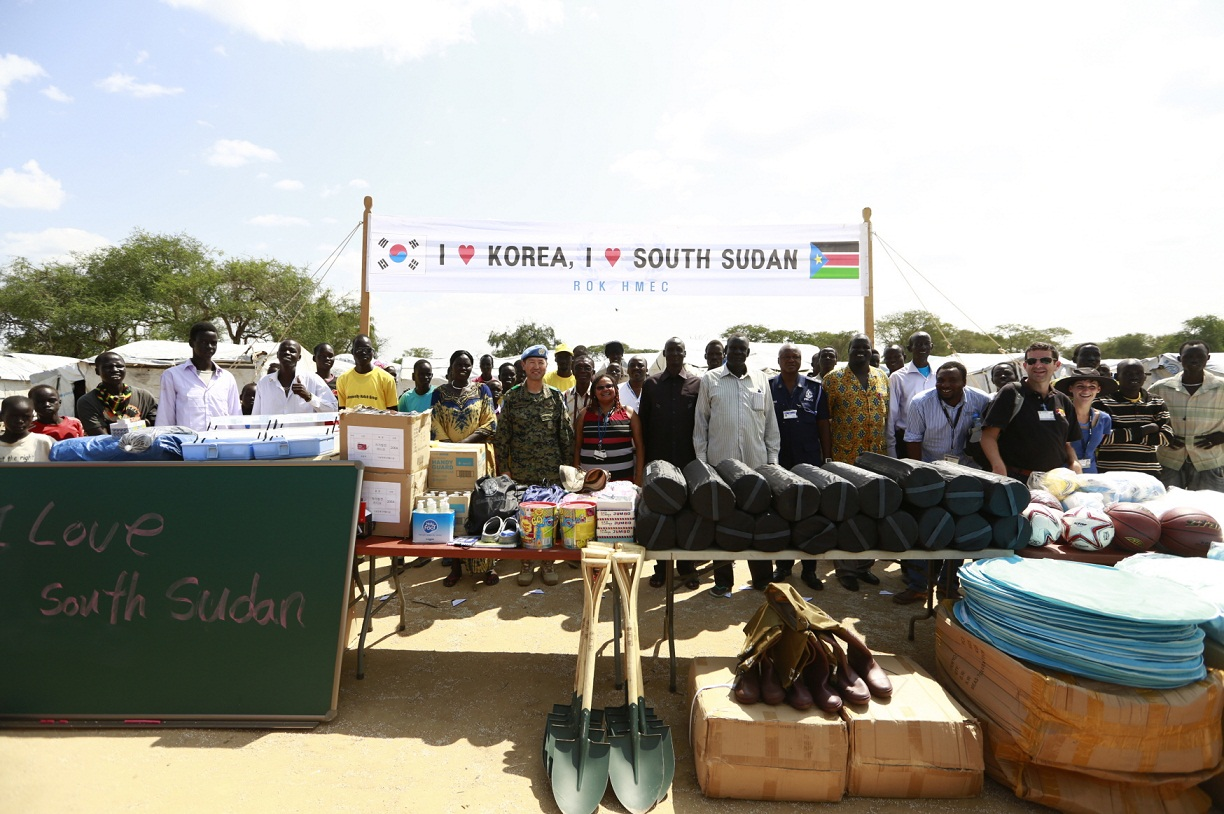
보르 난민보호소 물자공여

- 한빛부대는 재건지원 임무와 함께 한국군 특유의 '정'을 바탕으로 한 인도주의적 지원 활동을 다각적으로 전개하고 있다. 2014년 5월 7일에는 보르시 유일의 병원인 종글레이 주립병원에 75kw 발전기 1대를 공여하여 전력부족으로 의료기기 사용에 어려움을 겪던 문제를 해결해 주었고, 낙후된 농업기술과 기근으로 큰 어려움을 겪고 있는 남수단 주민들에게 농업 기술을 전수하고 주민들의 자립과 식량수급 해결을 위해서 종글레이州 정부와 협력사업의 일환으로 새마을 운동을 모델로 한 '한빛농장'을 운영해 오고 있다. 또한, 2014년 11월 처음으로 남수단 현지 농업기술자 및 정부 인사 15명을 방한연수 목적으로 초청해 '한강의 기적'의 원동력이 된 기술과 노하우를 전수하고 대한민국의 눈부신 발전을 알리는데 기여했다.

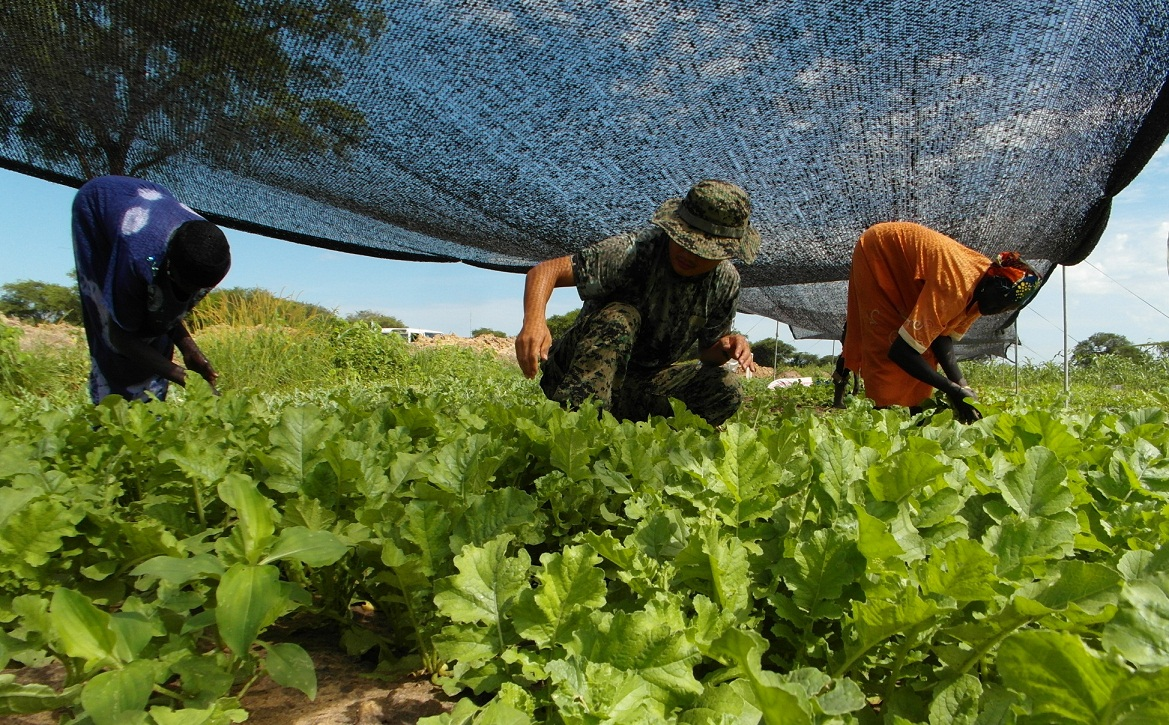
한빛농장에서 채소 수확
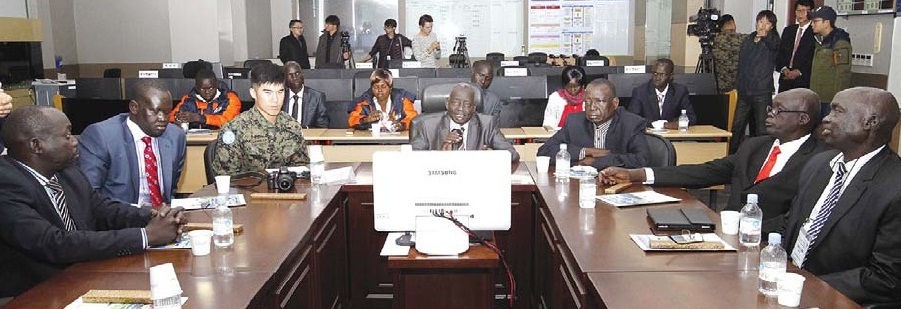
방한연수단 방문

- 2014년 12월에는 보르시 마을에 르왈딧 초등학교를 건립하고 교육에 필요한 책상, 의자 등을 지원하여 열악한 환경으로 학업을 포기해야 했던 아이들에게 보다 안전하고 쾌적한 교육환경을 마련해 주었다. 또한,현지 주민들을 대상으로 대민의료지원활동을 펼쳐오고 있다. 특히, 의료 혜택이 전무한 현지 주민들에게 최소한의 의료 서비스를 제공하기 위해 위험과 불편을 무릅쓰고 현지 10개 마을에 대해 방문진료을 계속해왔다. 이러한 한빛부대의 헌신적인 대민의료지원은 2014년 9월, 환자진료 1만 명을 돌파하며 내전으로 인해 상처받은 주민들의 생명과 건강을 돌보는데 기여했다. 더불어 보르 UN기지 내 2천 500여 명을 수용하고 있는 난민보호소(POC) 환자들과 UNMISS 직원들을 대상으로 진료와 방역, 수질검사, 백신접종 등의 예방의무활동을 병행하고 있다.
- 그밖에도 남수단 어린이·고아, 학생들을 대상으로 태권도·축구·음악교실을 열고, 난타·마술·사물놀이 공연을 펼치는 등 한국문화 교류 활동을 통해 현지 주민과의 친한화에도 기여하고 있다.

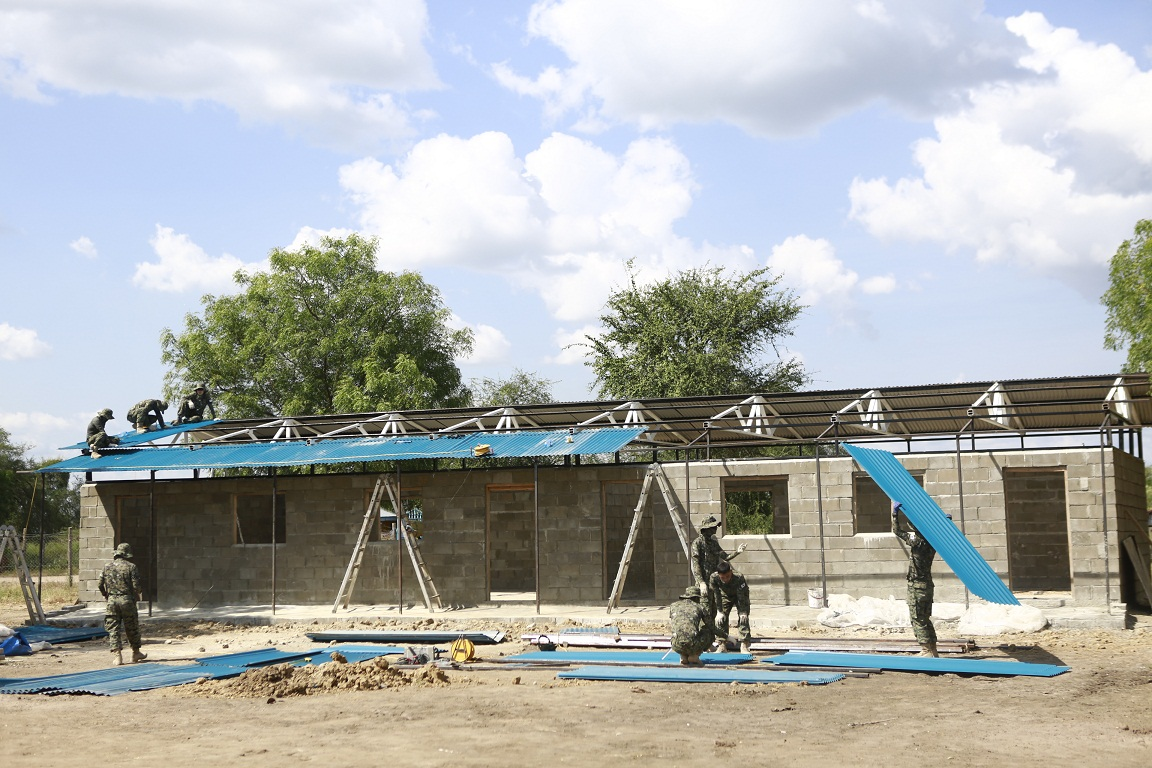
르왈딧 초등학교 신축
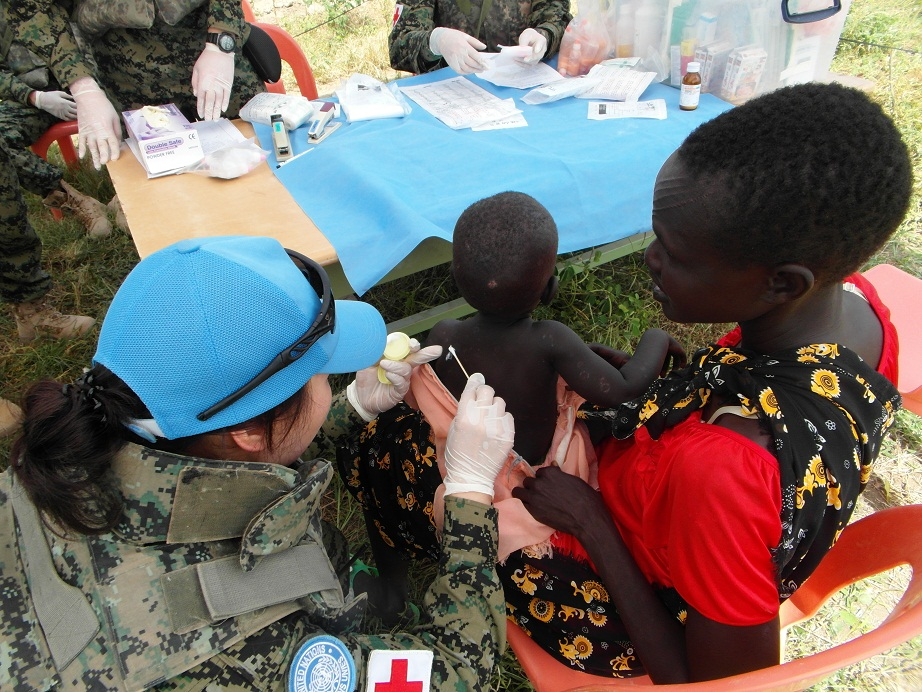
현지 마을방문 의료지원

- 남수단 파병 2년 여, 주·야와 휴일을 가리지 않고 성심을 다하는 한빛부대의 평화유지지원활동은 남수단 국민들에게 희망과 용기를 전해주고 대한민국 대표 군사 외교관으로서 남수단 정부와의 우호적인 관계를 조성하는 등 국위선양에 큰 기여를 하고 있다.

## 관련보도
2019년 6월 26일, 유사시 북한 지휘부를 제거하기 위해 창설한 참수부대에 보급됐던 소음기와 조준경, 확대경, 야간투시 장비 등 60세트를 최근 한빛부대 훈련용으로 가져갔다. 당초 예산이 집행되어 구매한 장비도 참부수대에 보급을 안하고 있었는데, 이번에는 아예 타부대로 보급했다고 하여, 참수부대가 해체되는 것이라는 관측이 있다. 한빛부대는 공병부대로 활주로 건설, 제방 복구를 하는데, 1/4이 경비병력이며, 이 병력에게 한국군 특수부대에도 없는 최신형 전투장비를 지급할 것이라고 한다.
2024년 10월 23일 한빛부대 19진이 편성됐다.
https://www.youtube.com/watch?v=a3obTiQHhQU
“한빛부대 ‘평화의 길’ 이어나갈 파병 준비에 매진”(국방일보)
https://kookbang.dema.mil.kr/newsWeb/20241024/1/ATCE_CTGR_0010030000/view.do
한빛부대 19진 ‘원팀’의 마음가짐
https://kookbang.dema.mil.kr/newsWeb/20241024/2/ATCE_CTGR_0050040000/view.do
2024년 11월 13일 한빛부대 19진 주특기 훈련이 진행됐다.
https://www.youtube.com/watch?v=a3obTiQHhQU

## 같이 보기
- 유엔 남수단 임무단(UNMISS)
- 반기문
- 청해부대
- 단비부대
- 동명부대
- 오쉬노부대
- 대한민국의 평화유지활동